# Europsko društvo za pravnu povijest
Europsko društvo za pravnu povijest (eng. The European Society for History of Law) europsko je druženje osnovano 2009. sa sjedištem u Brnu (Češka Republika) s ciljem suradnje europskih pravnih povjesničara te institucija koje se bave pravnom poviješću putem objavljivanja radova i neposrednim susretima. 
Europsko društvo za pravnu povijest omogućava suradnju znanstvenika, ali surađuje i s istaknutim osobama s područja pravosuđa (naročito s Ustavnog suda), zatim s državnim odvjetnicima i odvjetnicima te s djelatnicima javne uprave značajnim za udruženje.
Europsko društvo za pravnu povijest podržava istraživanja s područja: pravne povijesti, rimskog prava te povijesti pravne misli u različitim europskim zemljama, a naročito teme kao što su:
- pravni sustavi i pravne institucije,
- struktura prava,
- značajne osobe iz povijesti prava, pravne znanosti i pravne misli,
- rimsko pravo,
- povijest pravne misli.

Europsko društvo za pravnu povijest za svoje članove održava konferencije, predavanja, seminare, izlete i susrete s ciljem razmjene mišljenja o relevantnim temama europske pravne povijesti i predstavljanja rezultata istraživanja europskih pravnih povjesničara.  Časopis The Journal on European History of Law pomaže Udruženju u postizanju spomenutih ciljeva objavljivanjem radova na engleskom i njemačkom jeziku. 

## Mrežne stranice
- Službena mrežna stranica (njemački, engleski, češki, hebrejski, ruski)